# 中国经济评论
《中国经济评论》（简称CER）是由英国注册的中国经济评论出版有限公司出版的英语商业月刊。该杂志于1980年代末在伦敦创刊。每月1日出版一期，编辑部主要设在香港。
《中国经济评论》的内容集中于中国的商业新闻、观点和分析。

## 主办
本杂志由中国经济评论出版有限公司（China Economic Review Publishing Ltd.）出版。

## 读者
《中国经济评论》主要面向香港和中国大陆的订阅者发行。其发行受到香港出版销数公证会核查。

## 编辑
- Oliver Pearce（2013年8月-）
- Jake Spring（2013年4月-2013年7月）
- Ana Swanson（2011年11月-2013年4月）
- Pete Sweeney（2011年3月-2011年11月）
- Andrew Galbraith（2010–2011年3月）
- Tim Burroughs（2005–2010）
- Joel McCormick（2004–2005）
- Chris Horton（2004）
- Jamil Anderlini（2003–2004）
- David Lammie（1993–2003）
- Anna Jones（-1993）

## 著名专栏作家
- Robert Abbanat
- 班志远
- Philip Bowring（页面存档备份，存于）
- Richard Brubaker[永久]
- Frank Ching
- Patrick Chovanec（页面存档备份，存于）
- Ken DeWoskin
- Steven M. Dickinson
- Tom Doctoroff
- Bill Dodson
- Charles Freeman[永久]
- Duncan Freeman[永久]
- Paul French
- 季北慈
- Charles R. McElwee
- Turloch Mooney
- Malcolm Moore（页面存档备份，存于）
- 彭定康
- Jack Rodman
- Andy Rothman

## 获奖
亚洲出版业协会（SOPA）奖：
- 2013年SOPA奖：Honorable Mention for Excellence in Explanatory Reporting（页面存档备份，存于） - "Awash in Cash"（页面存档备份，存于）
- 2010年SOPA奖：Honorable Mention for Excellence in Special Coverage（页面存档备份，存于） - "Cleanup Job"
- 2008年SOPA奖：Honorable Mention for Excellence in Business Reporting（页面存档备份，存于） - "Starting Afresh"
- 2007年SOPA奖：Excellence in Explanatory Reporting（页面存档备份，存于） - "Mother of Invention"